# Bhavanisagar
Bhavanisagar es una ciudad y nagar Panchayat situada en el distrito de Erode en el estado de Tamil Nadu (India). Su población es de 7710 habitantes (2011). Se encuentra a 78 km de Erode y a 60 km de Coimbatore.

## Demografía
Según el censo de 2011 la población de Bhavanisagar era de 7710 habitantes, de los cuales 3893 eran hombres y 3817 eran mujeres. Bhavanisagar tiene una tasa media de alfabetización del 81,27%, superior a la media estatal del 80,09%: la alfabetización masculina es del 86,65%, y la alfabetización femenina del 75,79%.